# Роберт Меннінг

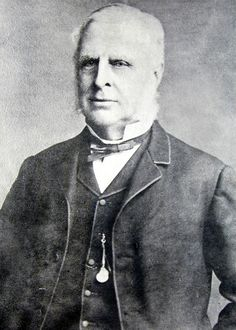
Роберт Меннінг

Роберт Меннінг (Маннінг, Манінг) (англ. Robert Manning) (народився у жовтні 1816 року в Нормандії, † 1897 р. у Ірландії) — ірландський інженер. Він дав своє ім'я на формулу Flower Manning Gauckler Manning.

## Життя
Меннінг народився рік після битви за Ватерлоо, коли його батько брав участь. У 1826 році він переїхав до Уотерфорда в Ірландії і працював бухгалтером.
У 1846 році під час Великого Голодомору він працював у «департаменті дренажу» Ірландського офісу громадських робіт. У 1848 році він став районним інженером, і тримав цю посаду до 1855 року. Як районний інженер він читав «Traité d'Hydraulique» Jean François D'Aubuisson de Voisin, а потім розвинув великий інтерес до гідравліки.
З 1855 по 1869 рр. Меннінг керував будівництвом на Бей-Дандрумській затоці в Ірландії та розробив водопостачання Белфаста. У 1869 році Меннінг повернувся до ірландського офісу громадських робіт як помічник головного інженера. Він став головним інженером у 1874 році, і тримав цю позицію до виходу на пенсію в 1891 році.
На честь Роберта Меннінга названа емпірична формула як Формула Манінга для визначення швидкості безнапірного потоку у відкритому руслі у залежності від форми і розмірів поперечного перерізу та шорсткості стінок русла. Вона вперше була опублікована французьким інженером Філіпом Гоклером (Philippe Gauckler) у 1867 році

## Інтернет-ресурси
- History of the Manning Formula (Geschichte der Manning-Formel)
- Robert Manning (A Historical Perspective) (PDF-Datei; 40 kB)
- Short Historical Dictionary on Urban Hydrology and Drainage: Manning, Robert (PDF; 924 kB)